# Bühl (Landschaftsschutzgebiet)
Das Landschaftsschutzgebiet Bühl ist ein mit Verordnung der Unteren Naturschutzbehörde beim Landratsamt Esslingen vom 17. Februar 1977 ausgewiesenes Landschaftsschutzgebiet (LSG-Nummer 1.16.058) im Gebiet der baden-württembergischen Gemeinde Erkenbrechtsweiler. 

## Lage
Das 6,2 Hektar große Gebiet gehört naturräumlich zur Mittleren Kuppenalb (Naturraum 094). Es liegt nördlich des Ortszentrums der Gemeinde Erkenbrechtsweiler innerhalb des bebauten Ortsgebiets.

## Schutzzweck
Wesentlicher Schutzzweck ist die Freihaltung der flachen Kuppe des „Bühl“, der eine durch Reliefumkehr entstandene Erhebung zwischen zwei Basaltschloten des Uracher Vulkangebiets darstellt. Er verdeutlicht die morphologisch-landschaftsgeschichtliche Situation und bildet einen wertvollen Freiraum in unmittelbarer Nachbarschaft des Ortskerns und des Kulturdenkmals Heidengraben.